# Càseum amigdalí
Els dipòsits de càseum amigdalí o casi amigdalí és la presència d'una acumulació blanca o groguenca i seca, d'aparença semblant al formatge, dins de les criptes de les amígdales, sovint com a resultat d'una amigdalitis críptica crònica. Quan aquests dipòsits estan mineralitzats s'anomenen càlculs amigdalins.
Els símptomes poden incloure mal alè, sensació de cos estrany, mal de coll o molèsties per empassar i tos. Generalment no hi ha dolor, tot i que pot haver-hi la sensació d'alguna cosa present. La presència del càseum o dels càlculs amigdalins pot ser indetectable, però algunes persones han informat haver vist material blanc en la part posterior de la seva gola.
Els factors de risc poden incloure infeccions de gola recurrents. El càseum conté un biofilm format per una sèrie de bacteris diferents; i en el càlcul s'hi afegeixen sals de calci soles o en combinació amb altres sals minerals. Tot i que es produeixen amb més freqüència a les amígdales palatines, també poden produir-se a les adenoides, amígdales linguals i amígdales tubàriques. S'han registrat càlculs amigdalins amb un pes de 0,3 g a 42 g, i normalment són de mida petita. Tanmateix, hi ha informes ocasionals de càlculs amigdalins grans. Sovint es descobreixen durant la imatge mèdica per altres motius i, més recentment, a causa de l'impacte i la influència de plataformes de xarxes socials.
Normalment, la presència de càseum o de càlculs amigdalins no precisen tractament mèdic. No obstant això, en alguns casos rars, els càlculs amigdalins han requerit extracció quirúrgica. Els càlculs amigdalins que superen la mida mitjana es veuen normalment en individus grans, ja que la probabilitat de desenvolupar càlculs amigdalins és lineal. En cas contrari, es poden provar gàrgares amb aigua salada i l'eliminació manual. També es pot provar de fer gàrgares amb col·lutoris amb clorhexidina o clorur de cetilpiridini. El tractament quirúrgic pot incloure l'extirpació d'amígdales parcial o completa. Fins al 10% de les persones presenten càseum amigdalí. El gènere no influeix en la possibilitat de tenir-ne, però les persones grans s'afecten més freqüentment. Moltes persones opten per extreure els seus propis dipòsits de càseum, o els càlculs, manualment o amb desenvolupaments en productes d'higiene dental. Els irrigadors bucals s'han convertit en un mecanisme més comú per extreure els dipòsits i alleujar les molèsties i les complicacions que agreugen. Aquests dipòsits amigdalins es poden despendre sols mentre es menja o es beu, etc.